# Diaulomorpha calvaria
Diaulomorpha calvaria är en stekelart som först beskrevs av De Santis 1955.  Diaulomorpha calvaria ingår i släktet Diaulomorpha och familjen finglanssteklar. Inga underarter finns listade i Catalogue of Life.